# August Majer
August Wilhelm Majer (* 15. November 1798 in Stuttgart; † 8. Mai 1876 in Ehingen) war ein deutscher Jurist und Politiker.

## Leben
Als Sohn eines Oberfinanzrates geboren, studierte Majer nach dem Besuch des Stuttgarter Gymnasiums Rechtswissenschaften in Tübingen. Während seines Studiums wurde er 1817 Mitglied der Alten Tübinger Burschenschaft Arminia. Nach seiner Zeit als Referendar am Gerichtshof in Esslingen (1822), wurde er Assistent beim Oberamtsgericht in Biberach und 1824 Gerichtssekretär in Reutlingen und ab 1830 in Neresheim. 1832 wurde er Oberamtsrichter in Aalen. Von 1833 bis 1835 und von 1838 bis 1845 war er Abgeordneter der Württembergischen Landstände. 1840 wurde er Oberamtsrichter in Riedlingen und arbeitete später als Rechtsanwalt in Ehingen.